# Donald X. Vaccarino
Donald X. Vaccarino (Nueva York, 1969) es un autor estadounidense de juegos de mesa. 
Su primer Juego publicado, Dominion, ganó el premio Spiel des Jahres 2009; un éxito que repitió en 2012 con Kingdom Builder. De Dominion ha publicado hasta la fecha (octubre de 2016) diez expansiones. Antes de sus éxitos como diseñador, Vaccarino había creado cartas para el juego de cartas coleccionables Magic: The Gathering.
Vaccarino vive en el Estado de Nueva York y es experto en programación. Desde 1994 se dedica al diseño de juegos de forma autónoma.